# Aquí está su disco
Aquí está su disco es un programa radial y musical uruguayo, el cual se emite de forma ininterrumpida desde 1959 por Radio Monte Carlo. 

## Formato
Es un programa musical diario, en el cual los oyentes solicitan por teléfono sus temas musicales preferidos. Se estima que por día se atienden alrededor de 120 pedidos en una hora y se emiten 100 canciones en dos horarios, de lunes a viernes a la mañana y en la noche, aunque los fines de semana su emisión es extendida desde la mañana hasta la tarde. Los temas son solicitados a través del 0800 9301. 
.

## Audiencia
Aquí está su disco tiene una audiencia de 100.000 personas en la mañana y 40.000 en la tarde. 

## Historia
Su primer emisión fue en 1959, conducida por Imazul Fernández, al cual posteriormente le sucedieron Eduardo Bello, Carlos Silva, quien se retiró en 2007 y por Roberto Méndez desde ese año hasta su muerte, en 2022. Actualmente es presentado por Gustavo Pérez.
Pará los oyentes, es muy cotidiano el saludo del presentador y quienes solicitan sus canciones: 

– Aquí esta su disco
– Hola Roberto, ¿me podría pasar un tema?.  
En alusión a Roberto Mendez, fallecido presentador. 
En sus emisiones antiguas era usual que el solicitante cooperara con el locutor para la promoción publicitaria. Por ejemplo: 

 

– ...como J y M light.
– Light hasta en el precio.

  
O bien:  

– ...como Conaprole
– La leche fresca de cada día.

Y también:

– ...J y M light box. Verdaderamente light...
– Verdaderamente box.